# Axel Gudbrand Blytt
Axel Gudbrand Blytt (Christiania, 1843 – Oslo, 18 luglio 1898) è stato un botanico e geologo norvegese.
Suo padre fu Matthias Numsen Blytt, anch'egli botanico.

## Biografia
Axel Blytt iniziò a studiare Medicina nel 1861, ma, alla morte del padre (1862), preferì dedicarsi allo studio della Botanica.
Blytt lavorò presso il Christiania Herbarium dell'Università di Oslo dal 1865, prima come conservatore, poi, dal 1880, come professore.
Basandosi in parte sul lavoro del padre, nel 1876 pubblicò il volume Essay on the Immigration of the Norwegian Flora during Alternating Rainy and Dry Periods.
Oggi è maggiormente conosciuto per avere sviluppato la teoria del cambiamento climatico nota sotto il nome di classificazione di Blytt-Sernander.
Il suo lavoro Essay on the Immigration of Norwegian Flora fu letto e influenzò Charles Darwin.
I campioni ancora esistenti raccolti nel corso dei suoi studi da Blytt sono conservati presso il Botanical Museum dell'Università di Oslo.
Anche il Buffalo Museum of Science a Buffalo possiede una raccolta di campioni attribuiti a un collezionista identificato con il nome "Blytt", che molto probabilmente è Axel Blytt.
Ciò è posto in evidenza da Charles Peck, il botanico dello Stato di New York dal 1883 al 1913, nel suo Report of the Botanist del 1872 al Senato dello Stato di New York.
Peck scrisse di aver ricevuto 22 campioni di licheni dall'Università di Norvegia, sita in Christiania (Oslo), destinati al New York State Cabinet.
Inoltre, è fatta menzione di Blytt nella corrispondenza tra il botanico svizzero Leo Lesquereux e il botanico statunitense George William Clinton, all'epoca Presidente del Buffalo Museum of Natural Sciences, in riferimento ai campioni e ad una visita di Lesquereux al Buffalo Museum.
Sebbene la corrispondenza esistente fornisca solamente le lettere di Lesquereux, in esse egli riferisce a proposito di Blytt: "a good Norwegian Botanist I do not know his address in any other way than as you write it. Christiania Norway." ("un valente botanico norvegese, di cui io non conosco l'indirizzo se non nella forma in cui voi lo scrivete. Christiania Norvegia.").

## Opere principali
- Haandbor i Norges Flora
- Essay on the Immigration of the Norwegian Flora during Alternating Rainy and Dry Periods, A. Cammermeyer, 1876, pagg. 89.
- The Probable Cause of the Displacement of Beach-lines: An Attempt to Compute Geological Epochs, J. Dybwad, 1889, pagg. 66.

## Onorificenze
Blyttberget, un'alta falesia posta a sudest di Nordlaguna, sull'isola norvegese di Jan Mayen, è stata così chiamata in suo onore.
Inoltre, in suo onore, il botanico tedesco Wilhelm Schimper nominò parecchie specie di muschi con il suo nome.